# مكثف ورقي
المكثفات الورقية (بالإنجليزية: Paper Capacitors)‏ يتركب هذا النوع من المكثفات من لوحين مصنوعين من صحائف القصدير أو الالمنيوم بينها عازل من ورق مشع وتضع على شكل اسطوانة يسمى بالمكثف الورقي الأنبوبي وتوضع هذه المكثفات في أغلفة متنوعة ويكتب على هذه الأغلفة سعة المكثف بالمايكروفاراد أو بالبيكوفاراد وكذلك أقصى جهد كهربائي مسموح به في التشغيل.